# 井口元一郎
井口 元一郎（いぐち げんいちろう）または北海散士は明治時代に活躍した小説家。

## 概要
1888年に『夢幻現象 政海之破裂』を著した。

## 夢幻現象 政海之破裂
夢幻現象 政海之破裂は1888年に発表された作品で主人公が月世界を旅行する様子が描かれる。この作品はジュール・ヴェルヌの著作の影響を受けたと考えられ、日本で最初期の月世界旅行を描く作品として知られる。

## 小説
- 夢幻現象 政海之破裂